# Тиберије III Апсимар
Тиберије III Апсимар (грч: Τιβέριος Γ' Αψίμαρος, умро 705. год.) познат и као Тиберије II био је византијски цар од 698. до 705. године. 
Рођен је као Апсимар што упућује на његово јерменско или чак готско порекло. На престо је дошао војном побуном војске која је претходно изгубила Картагински егзархат који су заузели муслимански Арапи. Апсимар је приликом проглашења добио владарско име Тиберије. Затим је свргао свог претходника Леонтија и натерао га да се повуче у манастир. Али ни Тиберијева влада није дуго потрајала пошто се властољубиви Јустинијан II вратио из прогонства на Криму и склопио савез са бугарским каном Тервелом. Уз помоћ најоданијих следбеника Јустинијан је кроз водоводну цев ушао у престони Константинопољ и збацио Тиберија Апсимара који је затим био јавно понижаван са Леонтијем и на крају погубљен.